# Porwana: Historia Elizabeth Smart
Porwana: Historia Elizabeth Smart (ang. The Elizabeth Smart Story) – amerykański telewizyjny film dramatyczny z 2003 roku w reżyserii Bobby'ego Rotha. Wyprodukowany przez Von Zerneck Sertner Films i Patricia Clifford Productions. Film powstał na podstawie książki Bringing Elizabeth Home, napisanej przez jej rodziców, Eda i Lois Smartów.
Premiera filmu miała miejsce 9 listopada 2003 roku na amerykańskim kanale CBS.

## Opis fabuły
Akcja filmu toczy się w czerwcu 2002 roku. Dwoje ludzi uprowadziło czternastoletnią Elizabeth Smart (Amber Marshall) wprost z jej własnej sypialni w domu jej rodziców w Salt Lake City. Od samego szokującego początku aż po zakończenie porwanie Elizabeth wywołało ogólnonarodowe zainteresowanie.

## Obsada
- Dylan Baker jako Ed Smart
- Lindsay Frost jako Lois Smart
- Amber Marshall jako Elizabeth Smart
- Hannah Lochner jako Mary Katherine Smart
- Tyler Kyte jako Charles Smart
- Tom Everett jako Brian David Mitchell
- Hollis McLaren jako Wanda Barzee
- Kenneth McGregor jako Richard Ricci
- Robert Wisdin jako Jim Smart
- Jacob Kraemer jako Andrew Smart

i inni